# Брестовец (Мијава)
Брестовец (слч. Brestovec) насељено је мјесто са административним статусом сеоске општине (слч. obec) у округу Мијава, у Тренчинском крају, Словачка Република.

## Становништво
| Година:    | 1994. | 2004.   | 2014.   | 2024.   |
| ---------- | ----- | ------- | ------- | ------- |
| Број људи: | 1031  | 970     | 945     | 962     |
| Разлика:   |       | -5,91 % | -2,57 % | +1,79 % |

| Година:    | 2023. | 2024.   |
| ---------- | ----- | ------- |
| Број људи: | 974   | 962     |
| Разлика:   |       | -1,23 % |

Према подацима о броју становника из 2024. године насеље је имало 962 становника.